# Ботукату
Ботукату (порт. Botucatu) — муниципалитет в Бразилии, входит в штат Сан-Паулу. Составная часть мезорегиона Бауру. Входит в экономико-статистический микрорегион Ботукату. Население составляет 120 800 человек на 2007 год. Занимает площадь 1 482,874 км². Плотность населения — 81,5 чел./км².
Праздник города — 14 апреля.

## История
Город основан в 1855 году.

## Статистика
- Валовой внутренний продукт на 2005 составляет 1.720.945.000,00 реалов (данные: Бразильский институт географии и статистики).
- Валовой внутренний продукт на душу населения на 2005 составляет 14.426,00 реалов (данные: Бразильский институт географии и статистики).
- Индекс развития человеческого потенциала на 2000 составляет 0,822 (данные: Программа развития ООН).

## География
Климат местности: тропический. В соответствии с классификацией Кёппена, климат относится к категории Cwa.